# Mahl- und Ölmühle Trips
Die Mahl- und Ölmühle Trips war eine Wassermühle mit einem unterschlächtigen Wasserrad an der Wurm in der Stadt Geilenkirchen im nordrhein-westfälischen Kreis Heinsberg im Regierungsbezirk Köln.

## Geographie
Die Mahl- und Ölmühle Trips hatte ihren Standort an der Wurm, am Tripser Mühlenpfad in der Stadt Geilenkirchen. Das Grundstück, auf dem das Mühlengebäude heute steht, hat eine Höhe von ca. 70 m über NN. Oberhalb standen die Beeretz Mühle und die Hünshovener Ölmühle, in der Nachbarschaft hatte die Lohmühle ihren Standort.

## Gewässer
Die Wurm versorgte auf einer Flusslänge von 53 km zahlreiche Mühlen mit Wasser. Die Quelle der Wurm liegt südlich von Aachen bei 265 m über NN, die Mündung in die Rur ist bei der Ortschaft Kempen in der Stadt Heinsberg bei 32 m über NN. 

## Geschichte
In einer Eheberedung im Jahre 1376 zwischen den Familien von Berghe und von Trips erhielt die Braut als Mitgift das elterliche Anwesen mitsamt den Mühlen, Ackerland, Busch, Benden uvm. Es handelte sich vermutlich um eine Mahl- und Ölmühle, die auch zugleich eine Zwangsmühle war. Der Bannbezirk erstreckte sich nur auf den inzwischen untergegangenen Ort Trips und warf im Jahr eine Pacht von nur acht Malter Roggen ab. Um 1900 wurde die Mühle abgebrochen und auf die andere Seite der Wurm umgesetzt. 1960 stellte die Mühle den Mahlbetrieb ein.

## Galerie

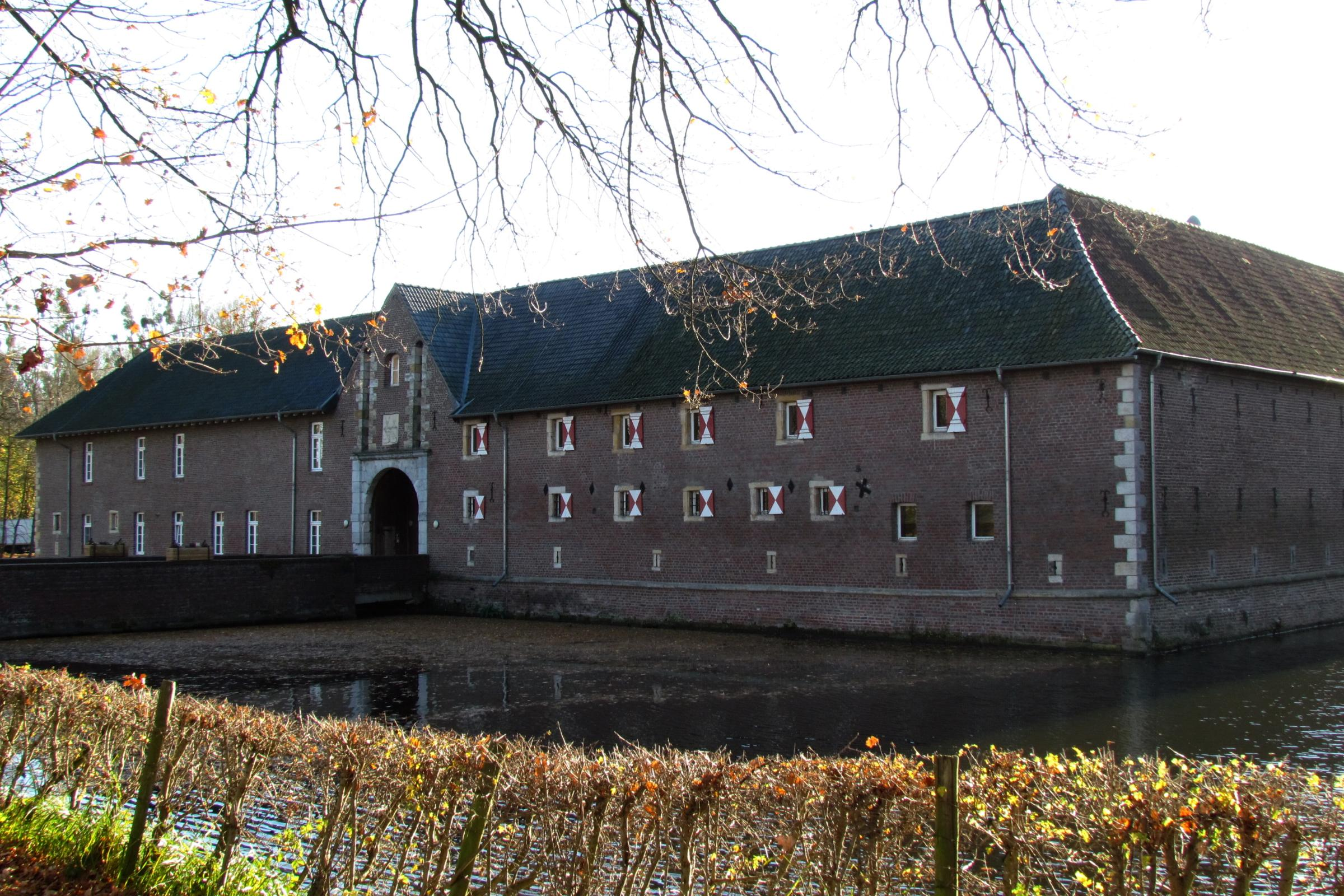
Gegenüber von Schloss Trips stand die Mühle
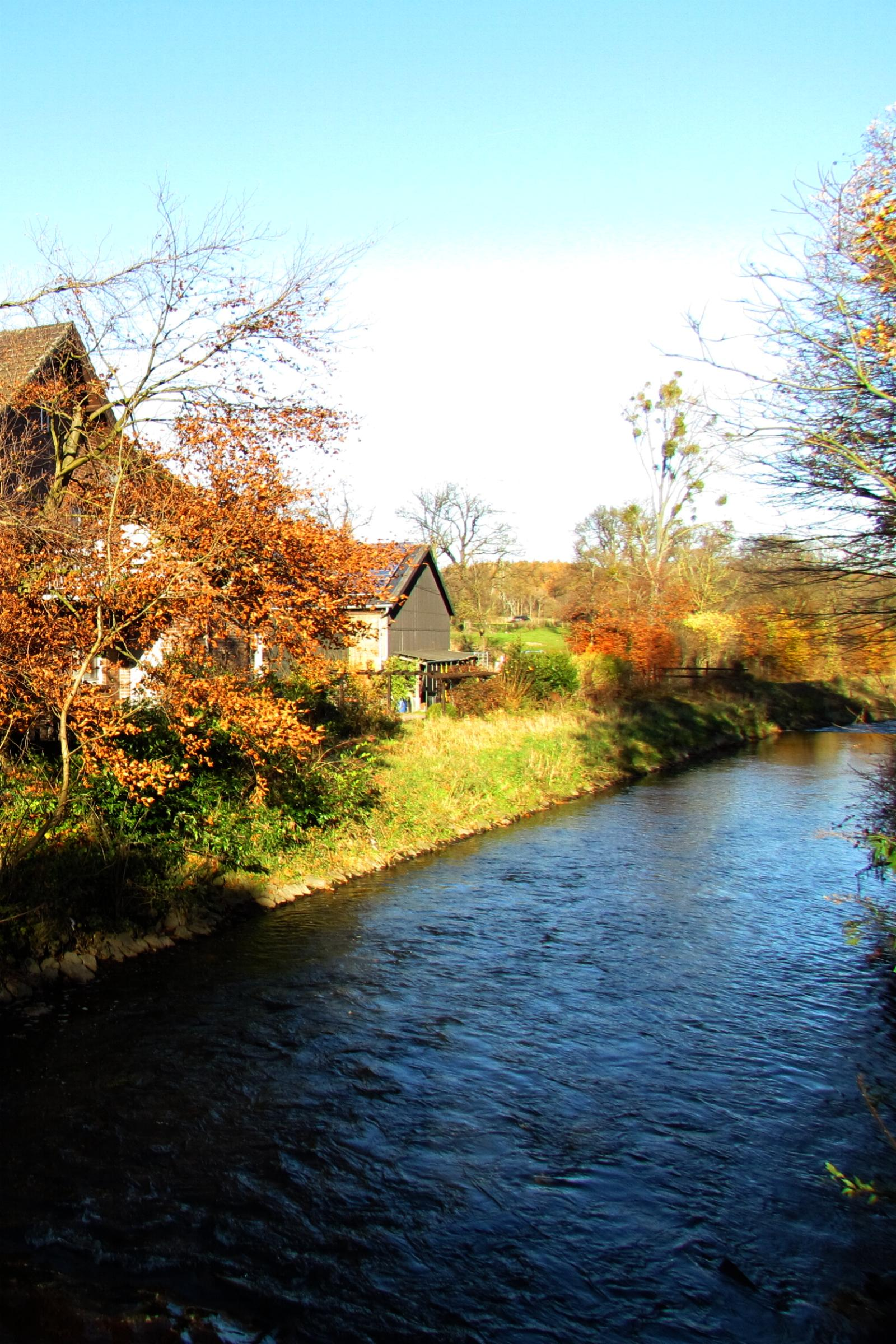
Die heutige Wurmführung
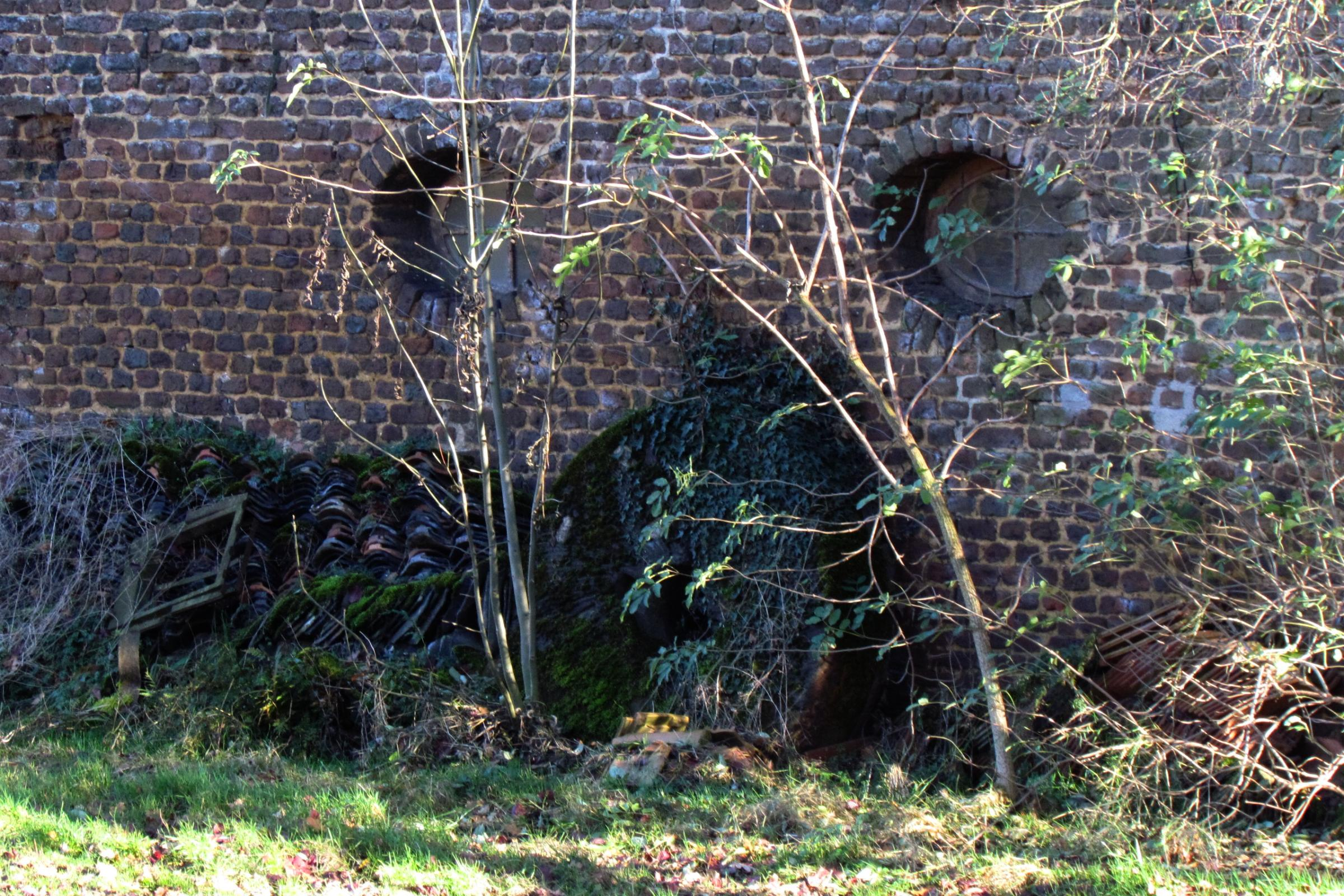
Ein alter Mühlstein in Ruhestellung
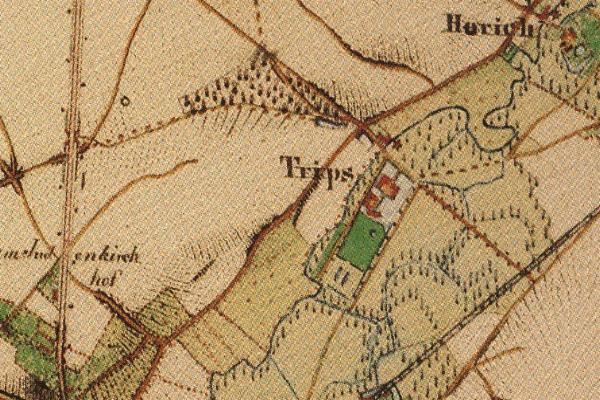
Trips mit Schloss und Mühle auf der Uraufnahme von 1846
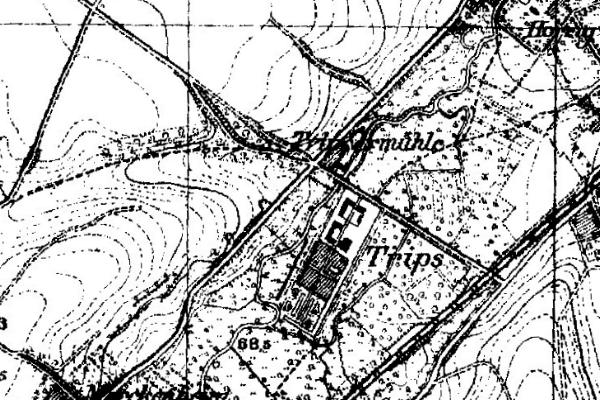
Tripser Mühle auf der Neuaufnahme von 1892
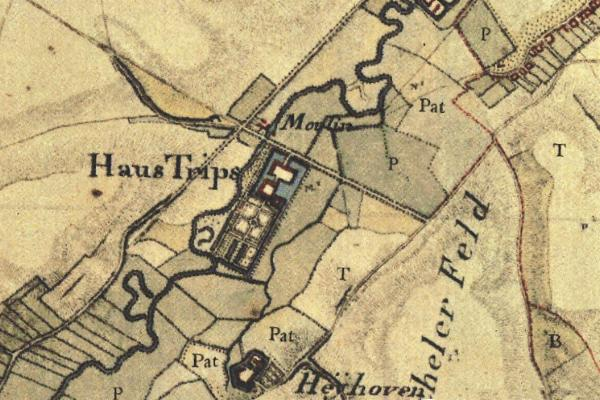
Haus Trips mit Mühle auf der Tranchotkarte 1805/1807

→ Siehe auch Liste der Mühlen an der Wurm